# U-618 (tàu ngầm Đức)
U-618 là một tàu ngầm tấn công  Lớp Type VII thuộc phân lớp Type VIIC được Hải quân Đức Quốc Xã chế tạo trong Chiến tranh Thế giới thứ hai. Nhập biên chế năm 1942, nó đã thực hiện được mười chuyến tuần tra và đánh chìm được ba tàu buôn với tổng tải trọng 15.788 GRT. Trong chuyến tuần tra cuối cùng, U-618 bị các tàu frigate HMS Duckworth và HMS Essington phối hợp cùng một máy bay ném bom B-24 Liberator của Anh thả mìn sâu đánh chìm trong vịnh Biscay vào ngày 14 tháng 8, 1944. 

## Thiết kế và chế tạo

### Thiết kế

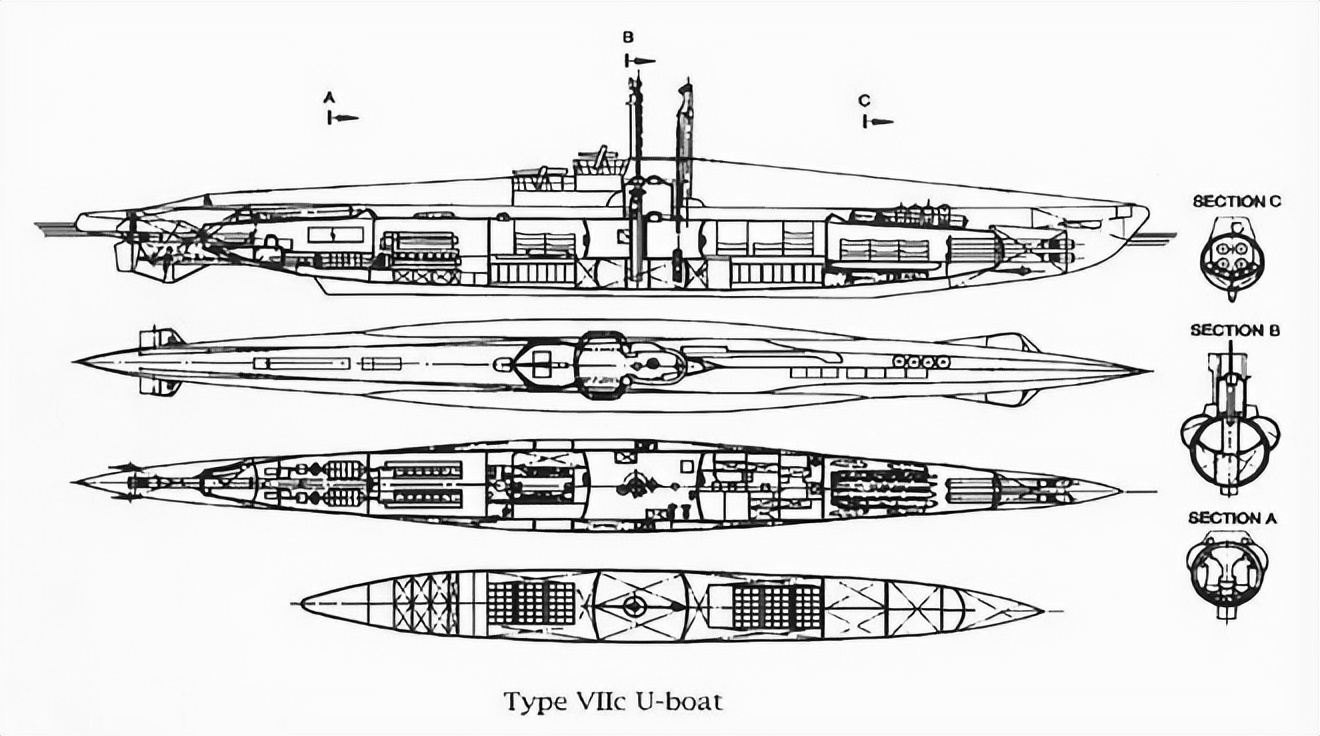
Sơ đồ các mặt cắt một tàu ngầm Type VIIC

Phân lớp VIIC của Tàu ngầm Type VII là một phiên bản VIIB được kéo dài thêm. Chúng có trọng lượng choán nước 769 t (757 tấn Anh) khi nổi và 871 t (857 tấn Anh) khi lặn). Con tàu có chiều dài chung 67,10 m (220 ft 2 in), lớp vỏ trong chịu áp lực dài 50,50 m (165 ft 8 in), mạn tàu rộng 6,20 m (20 ft 4 in), chiều cao 9,60 m (31 ft 6 in) và mớn nước 4,74 m (15 ft 7 in).
Chúng trang bị hai động cơ diesel Germaniawerft F46 siêu tăng áp 6-xy lanh 4 thì, tổng công suất 2.800–3.200 PS (2.100–2.400 kW; 2.800–3.200 bhp), dẫn động hai trục chân vịt đường kính 1,23 m (4,0 ft), cho phép đạt tốc độ tối đa 17,7 kn (32,8 km/h), và tầm hoạt động tối đa 8.500 nmi (15.700 km) khi đi tốc độ đường trường 10 kn (19 km/h). Khi đi ngầm dưới nước, chúng sử dụng hai động cơ/máy phát điện Garbe, Lahmeyer & Co. RP 137/c  tổng công suất 750 PS (550 kW; 740 shp). Tốc độ tối đa khi lặn là 7,6 kn (14,1 km/h), và tầm hoạt động 80 nmi (150 km) ở tốc độ 4 kn (7,4 km/h). Con tàu có khả năng lặn sâu đến 230 m (750 ft).
Vũ khí trang bị có năm ống phóng ngư lôi 53,3 cm (21 in), bao gồm bốn ống trước mũi và một ống phía đuôi, và mang theo tổng cộng 14 quả ngư lôi, hoặc tối đa 22 quả thủy lôi TMA, hoặc 33 quả TMB. Tàu ngầm Type VIIC bố trí một hải pháo 8,8 cm SK C/35 cùng một pháo phòng không 2 cm (0,79 in) trên boong tàu. Thủy thủ đoàn bao gồm 4 sĩ quan và 40-56 thủy thủ.

### Chế tạo
U-618 được đặt hàng vào ngày 15 tháng 8, 1940, và được đặt lườn tại xưởng tàu của hãng Blohm & Voss ở Hamburg vào ngày 29 tháng 5, 1941. Nó được hạ thủy vào ngày 20 tháng 2, 1942, và nhập biên chế cùng Hải quân Đức Quốc Xã vào ngày 16 tháng 4, 1942 dưới quyền chỉ huy của Hạm trưởng, Trung úy Hải quân Kurt Baberg.

## Lịch sử hoạt động

### 1942
Sau khi hoàn tất việc huấn luyện trong thành phần Chi hạm đội U-boat 5, U-618 được điều sang Chi hạm đội U-boat 7 từ ngày 1 tháng 9, 1942 để hoạt động trên tuyến đầu cho đến khi bị mất.

#### Chuyến tuần tra thứ nhất
U-618 khởi hành từ cảng Kiel, Đức vào ngày 1 tháng 9, 1942 cho chuyến tuần tra đầu tiên trong chiến tranh. Nó tiến ra Bắc Hải, rồi băng qua khe GI-UK giữa Iceland và quần đảo Faroe để vòng qua quần đảo Anh và hoạt động tại khu vực Trung tâm Bắc Đại Tây Dương. Vào ngày 14 tháng 10, nó phóng ngư lôi tấn công Đoàn tàu SC-104, đánh chìm chiếc tàu buôn Anh Empire Mersey 5.791 GRT ở vị trí về phía Đông Nam mũi Farewell, Greenland.
Đến ngày 14 tháng 10, chiếc U-boat lại phóng ngư lôi đánh chìm chiếc tàu buôn Hoa Kỳ Angelina 4.772 GRT, vốn bị tụt lại phía sau Đoàn tàu ON-137, ở vị trí khoảng 650 nmi (1.200 km) về phía Bắc quần đảo Azores. Chiếc tàu ngầm kết thúc chuyến tuần tra và đi đến cảng St. Nazaire bên bờ Đại Tây Dương của Pháp đã bị Đức chiếm đóng, đến nơi vào ngày 28 tháng 10.

### 1944

#### Chuyến tuần tra thứ mười – Bị mất
U-618 khởi hành từ cảng Brest vào ngày 11 tháng 8 cho chuyến tuần tra thứ mười, cũng là chuyến cuối cùng. Nó vẫn còn đang di chuyển trong vịnh Biscay ba ngày sau đó 14 tháng 8, khi bị các tàu frigate HMS Duckworth và HMS Essington của Hải quân Hoàng gia Anh cùng một máy bay ném bom B-24 Liberator thuộc Liên đội 53 Không quân Hoàng gia Anh phối hợp thả mìn sâu đánh chìm tại tọa độ 47°22′B 04°39′T / 47,367°B 4,65°T. Toàn bộ 61 thành viên thủy thủ đoàn của U-618 đều đã tử trận.

### "Bầy sói" tham gia
U-618 từng tham gia mười tám bầy sói:
- Pfeil (12 – 22 tháng 9, 1942)
- Blitz (22 – 26 tháng 9, 1942)
- Tiger (26 – 30 tháng 9, 1942)
- Wotan (5 – 19 tháng 10, 1942)
- Neuland (4 – 6 tháng 3, 1943)
- Ostmark (6 – 11 tháng 3, 1943)
- Stürmer (11 – 20 tháng 3, 1943)
- Seewolf (21 – 30 tháng 3, 1943)
- Adler (11 – 13 tháng 4, 1943)
- Meise (13 – 20 tháng 4, 1943)
- Specht (21 – 25 tháng 4, 1943)
- Schill 3 (18 – 22 tháng 11, 1943)
- Weddigen (22 tháng 11 – 7 tháng 12, 1943)
- Coronel (7 – 8 tháng 12, 1943)
- Coronel 2 (8 – 14 tháng 12, 1943)
- Coronel 3 (14 – 17 tháng 12, 1943)
- Borkum (18 – 26 tháng 12, 1943)
- Hela (28 tháng 12, 1943 – 1 tháng 1, 1944)

### Tóm tắt chiến công
U-618 đã đánh chìm được ba tàu buôn tổng tải trọng 15.788 GRT:
| Ngày              | Tên tàu         | Quốc tịch      | Tải trọng | Số phận      |
| ----------------- | --------------- | -------------- | --------- | ------------ |
| 14 tháng 10, 1942 | Empire Mersey   | United Kingdom | 5.791     | Bị đánh chìm |
| 18 tháng 10, 1942 | Angelina        | United States  | 4.772     | Bị đánh chìm |
| 2 tháng 7, 1943   | Empire Kohinoor | United Kingdom | 5.225     | Bị đánh chìm |